# Ierland op de Olympische Zomerspelen 1976
Ierland nam deel aan de Olympische Zomerspelen 1976 in Montréal, Canada. Voor de derde opeenvolgende keer werd geen medaille gewonnen.

## Deelnemers en resultaten

### Atletiek
| Olympiër            | Discipline   | Resultaat | Prestatie                                                                       |
| ------------------- | ------------ | --------- | ------------------------------------------------------------------------------- |
| Niall O'Shaughnessy | 800m (m)     | 30e       | serie 6: 5de in 1.49,29                                                         |
| Eamonn Coghlan      | 1500m (m)    | 4e        | serie 5: 1ste in 3.39,87 halve finale 2: 1ste in 3.38,60 finale: 4de in 3.39,51 |
| Niall O'Shaughnessy | 1500m (m)    | 22e       | serie 4: 4de in 3.40,12                                                         |
| Edward Leddy        | 5000m (m)    | 26e       | serie 1: 11de in 13.40,54                                                       |
| Edward Leddy        | 10000m (m)   | 26e       | serie 2: 9de in 28.55,49                                                        |
| Neil Cusack         | marathon (m) | 55e       | 2:35.47                                                                         |
| Danny McDaid        | marathon (m) | 42e       | 2:27.07                                                                         |
| James McNamara      | marathon (m) | 39e       | 2:24.57                                                                         |
|                     |              |           |                                                                                 |
| Mary Tracey-Purcell | 1500m (v)    | 19e       | serie 4: 5de in 4.08,63                                                         |

### Boksen
| Olympiër           | Discipline | Resultaat | Prestatie |
| ------------------ | ---------- | --------- | --- |
| Brendan Dunne      | -48kg (m)  | 9e        | 1ste ronde: W van JPN Uchizama: scheidsrechterlijke beslissing 2de ronde: V van PUR Maldonado: knock-out                              |
| Davy Larmour       | -51kg (m)  | 5e        | 1ste ronde: vrij 2de ronde: W van SUD Musuku: walk-over 3de ronde: W van NIG Martínez: walk-over kwartfinale: V van USA Randolph: 1-4 |
| Gerard Hamill      | -60kg (m)  | 22e       | 1ste ronde: V van YUG Rusevski: 1-4                                                                                                   |
| Christy McLoughlin | -67kg (m)  | 17e       | 1ste ronde: vrij 2de ronde: V van GBR Jones: 0-5                                                                                      |
| Brian Byrne        | -71kg (m)  | 9e        | 1ste ronde: 2de ronde: V van PUR Guzmán: 2-3                                                                                          |

### Boogschieten
| Olympiër     | Discipline      | Resultaat | Prestatie                                                                              |
| ------------ | --------------- | --------- | -------------------------------------------------------------------------------------- |
| James Conroy | individueel (m) | 30e       | 1ste ronde: 28ste met 1128 punten 2de ronde: 31ste met 1127 punten totaal: 2255 punten |

### Kanovaren
| Olympiër                                                   | Discipline    | Resultaat | Prestatie                                            |
| ---------------------------------------------------------- | ------------- | --------- | ---------------------------------------------------- |
| Delcran Burns Brendan O'Connell                            | K-2 500m (m)  | 19e       | serie 3: 6de in 1.56,86 herkansingen: 4de in 1.47,56 |
| Ian Pringle Howard Watkins                                 | K-2 1000m (m) | 19e       | serie 3: 6de in 3.53,33 herkansingen: 4de in 3.33,54 |
| Delcran Burns Brendan O'Connell Ian Pringle Howard Watkins | K-4 1000m (m) | 19e       | serie 2: 6de in 3.27,56 herkansingen: 5de in 3.22,06 |

### Paardensport
| Olympiër                                                     | Discipline  | Resultaat | Prestatie          |
| Eventing                                                     | Eventing    | Eventing  | Eventing           |
| ------------------------------------------------------------ | ----------- | --------- | ------------------ |
| Eric Horgan                                                  | individueel | 15e       | 213,30 strafpunten |
| Ronnie McMahon                                               | individueel | DNF       | niet gefinisht     |
| Gerry Sinnott                                                | individueel | 6e        | 178,85 strafpunten |
| Norman van de Vater                                          | individueel | DNF       | niet gefinisht     |
| Eric Horgan Ronnie McMahon Gerry Sinnott Norman van de Vater | team        | DNF       | niet gefinisht     |

### Roeien
| Olympiër                                                        | Discipline      | Resultaat | Prestatie                                                                        |
| --------------------------------------------------------------- | --------------- | --------- | -------------------------------------------------------------------------------- |
| Sean Drea                                                       | skiff (m)       | 4e        | serie 1: 2de in 7.07,20 halve finale 2: 1ste in 6.52,46 finale: 4de in 7.42,53   |
| Martin Feeley Iain Kennedy Andy McDonough Jaye Renehan          | vier-zonder (m) | 14e       | serie 4: 4de in 6.25,57 herkansingen: 5de in 6.29,27                             |
| Jim Muldoon Christy O'Brien William Ryan Mick Ryan Liam Redmond | vier-met (m)    | 7e        | serie 2: 3de in 6.50,76 halve finale 2: 4de in 6.11,94 finale B: 1ste in 6.49,56 |

### Schietsport
| Olympiër      | Discipline | Resultaat | Prestatie  |
| ------------- | ---------- | --------- | ---------- |
| Richard Flynn | trap       | 15e       | 179 punten |

### Wielersport
| Olympiër       | Discipline       | Resultaat | Prestatie      |
| Weg            | Weg              | Weg       | Weg            |
| -------------- | ---------------- | --------- | -------------- |
| Alan McCormack | wegwedstrijd (m) | DNF       | niet gefinisht |
| Oliver McQuaid | wegwedstrijd (m) | DNF       | niet gefinisht |

### Zeilen
| Olympiër                      | Discipline      | Resultaat | Prestatie                           |
| ----------------------------- | --------------- | --------- | ----------------------------------- |
| Robert Dix Peter Dix          | 470             | 4e        | 152 punten: (23-14-27-21-15-20-23)  |
| Barry O'Neill James Wilkinson | flying dutchman | 19e       | 142 punten: (19-19-16-16-DNF-17-19) |
| David Wilkins Derek Jago      | tempest klasse  | 11e       | 96 punten: (9-8-9-12-10-DSQ-12)     |

### Zwemmen
| Olympiër        | Discipline           | Resultaat | Prestatie                |
| --------------- | -------------------- | --------- | ------------------------ |
| Kevin Williason | 200m vrije slag (m)  | 41e       | serie 3: 5de in 2.00,08  |
| Kevin Williason | 400m vrije slag (m)  | 35e       | serie 1: 5de in 4.09,60  |
| Kevin Williason | 1500m vrije slag (m) | 27e       | serie 3: 5de in 16.54,11 |
| Robert Howard   | 100m rugslag (m)     | 25e       | serie 3: 5de in 1.00,77  |
| Robert Howard   | 100m vlinderslag (m) | 38e       | serie 6: 8ste in 1.00,92 |
|                 |                      |           |                          |
| Deirdre Sheehan | 100m vrije slag (v)  | 37e       | serie 2: 6de in 1.02,11  |
| Deirdre Sheehan | 200m vrije slag (v)  | 36e       | serie 3: 6de in 2.15,69  |
| Deirdre Sheehan | 100m rugslag (v)     | 30e       | serie 4: 7de in 1.11,53  |
| Miriam Hopkins  | 200m vlinderslag (v) | 28e       | serie 2: 6de in 2.24,96  |

Amerikaanse Maagdeneilanden · Andorra · Antigua en Barbuda · Argentinië · Australië · Bahama's · Barbados · België · Belize · Bermuda · Bolivia · Bondsrepubliek Duitsland · Brazilië · Bulgarije · Canada · Chili · Colombia · Costa Rica · Cuba · Denemarken · Dominicaanse Republiek · Duitse Democratische Republiek · Ecuador · Egypte · Fiji · Filipijnen · Finland · Frankrijk · Griekenland · Groot-Brittannië · Guatemala · Haïti · Honduras · Hongarije · Hongkong · Ierland · IJsland · India · Indonesië · Iran · Israël · Italië · Ivoorkust · Jamaica · Japan · Joegoslavië · Kaaimaneilanden · Kameroen · Koeweit · Libanon · Liechtenstein · Luxemburg · Maleisië · Marokko · Mexico · Monaco · Mongolië · Nederland · Nederlandse Antillen · Nepal · Nicaragua · Nieuw-Zeeland · Noord-Korea · Noorwegen · Oostenrijk · Pakistan · Panama · Papoea-Nieuw-Guinea · Paraguay · Peru · Polen · Portugal · Puerto Rico · Roemenië · San Marino · Saoedi-Arabië · Senegal · Singapore · Sovjet-Unie · Spanje · Suriname · Thailand · Trinidad en Tobago · Tsjecho-Slowakije · Tunesië · Turkije · Uruguay · Venezuela · Verenigde Staten · Zuid-Korea · Zweden · Zwitserland